# إيرين (إسلام شهر)
ايرين (بالفارسية: ایرین) هي قرية تقع في قسم دة عباس الريفي (مقاطعة اسلام شهر) في إيران. يقدر عدد سكانها بـ 1,859 نسمة .